# Interstate 405 (Californie)
Pour les articles homonymes, voir Interstate 405.
L'Interstate 405 (I-405, localement The 405) est l'une des principales autoroutes inter-États de Californie du Sud, et la plus importante route auxiliaire de l'Interstate 5 dans la région du Grand Los Angeles. La 405 en son entier compose le segment nord de la San Diego Freeway. La 405 est un axe très emprunté sur tout son parcours et est considérée comme l'autoroute la plus embouteillée du pays. Elle a joué un rôle majeur dans le développement de plusieurs villes et banlieues le long de sa route dans la région.
Elle fait partie du California Freeway and Expressway System.

## Historique

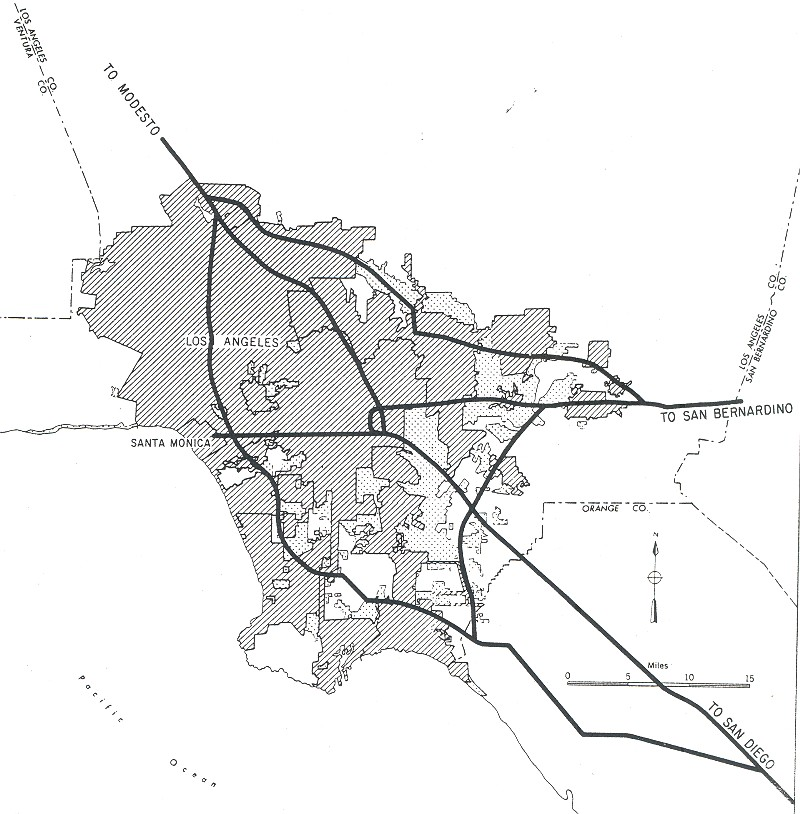
Plan de 1955 représentant les autoroutes en projet autour de Los Angeles, dont la 405.

Le premier tronçon de ce qui correspond à l'I-405 ouvre en 1957. Elle fait partie des premières autoroutes construites dans le cadre du système des Interstate Highways approuvé l'année précédente par le président Eisenhower avec le Federal-Aid Highway Act.
L'I-405 à proprement parler est nommée ainsi en 1964, remplaçant la route no 7 appelée de cette manière de 1934 jusqu'en 1963,. En 1967 est inauguré, l'échangeur emblématique entre les autoroutes 10 et 405, projet supervisé par Marilyn Jorgenson Reece.
En 2011, une portion de l'autoroute a été fermée le temps d'un weekend afin d'y effectuer des travaux dans le cadre du prolongement vers le col routier de Sepulveda, qualifiant l'événement de « Carmageddon », en référence au terme biblique Armageddon (et, par extension, au film américain Armageddon), à cause du fort impact sur le trafic qui était attendu. Les travaux faits sur ce col ont notamment consisté en la démolition du pont de Mulholland (Mulholland Bridge), qui avait été inauguré en 1960.
En 2008, l'I-405 était l'autoroute la plus empruntée des États-Unis, avec une moyenne journalière de 374 000 véhicules. Les deux autres routes du podium étaient elles aussi situées en Californie.

## Description du tracé

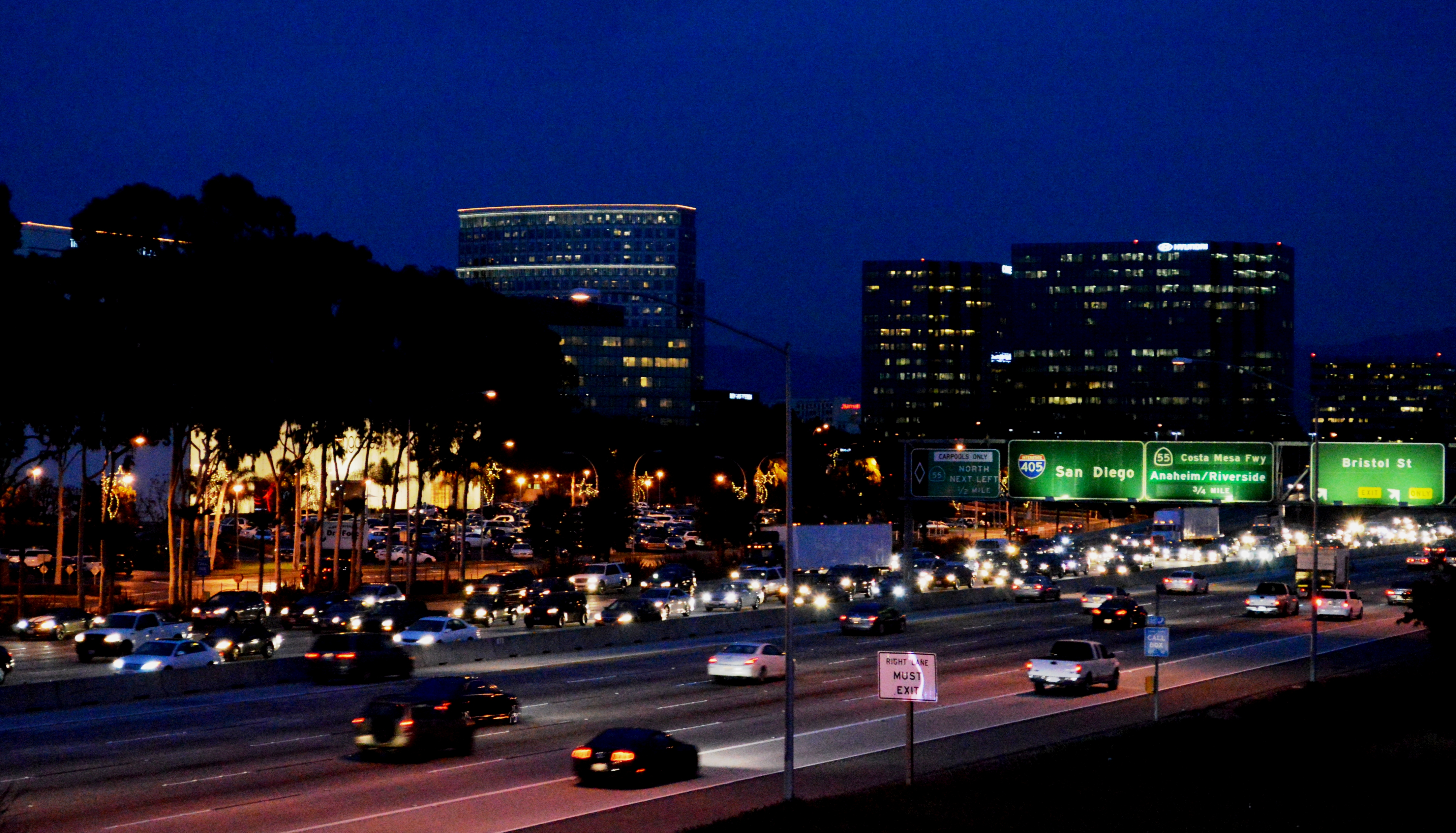
Vue nocturne de l'autoroute.

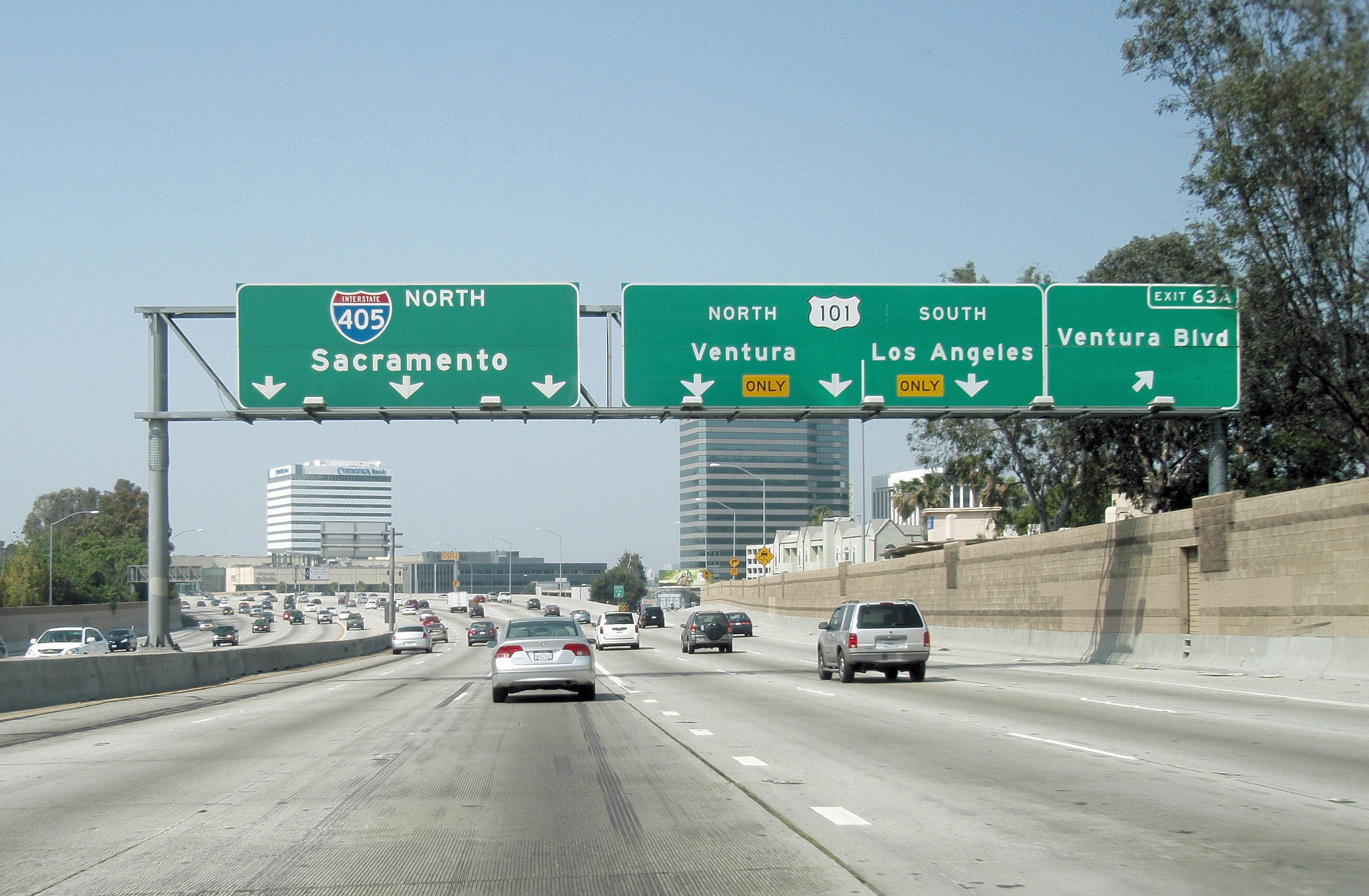
La San Diego Freeway, près de l'échangeur avec la Ventura Freeway (U.S. Route 101).

La 405 commence à l'échangeur de El Toro Y avec l'Interstate 5 dans le sud-est d'Irvine ; puis elle se dirige vers le nord-ouest et traverse le comté d'Orange vers Long Beach dans le comté de Los Angeles. L'autoroute suit à peu près la direction de la côte, entre cinq et seize kilomètres à l'intérieur des terres, avant de passer par la Sepulveda Pass dans les monts Santa Monica. La 405 se dirige ensuite vers le nord dans la vallée de San Fernando avant de rejoindre à nouveau la I-5 dans le quartier angelin de Mission Hills.
Le problème des embouteillages sur la San Diego Freeway est important et a donné naissance à une blague selon laquelle l'autoroute aurait été nommée 405 en raison du trafic qui s'y déplace à « quatre ou cinq » miles par heure. En effet, des vitesses moyennes d'un tel ordre sont souvent enregistrées le matin et le soir. Il en résulte qu'il peut se révéler plus long de passer la région de Los Angeles en utilisant cette route auxiliaire qu'en prenant simplement sa route mère, l'Interstate 5, bien que cette dernière passe par la ville,.
Les utilisateurs de la 405 sont connus pour la critiquer. Par exemple, le journaliste Steve Harvey du Los Angeles Times s'est créé une plaque d'immatriculation personnalisée où apparaît le texte HATE405,.
Même si la majorité des embouteillages sont causés par le manque de routes secondaires entre de nombreuses régions qu'elle connecte — dont certaines, telles que les routes Pacific Coast et Laurel Canyon ont été proposées mais abandonnées —, l'autoroute resterait tout de même très utilisée si on lui adjoignait des routes supplémentaires.
Par ailleurs, à l'instar de l'ensemble du réseau routier californien, l'I-405 connaît des infrastructures vieillissantes, avec de nombreux nids-de-poule.

## Liste des sorties
| Interstate 405                                                            |                                                              |       |        |                    | | |
| Comté                                                                     | Municipalité                                                 | mi    | km     | Sortie             | Intersections / Destinations                                                                               | Notes |
| Orange                                                                    | Irvine                                                       | 0,00  | 0,00   |                    | I-5 sud (San Diego Freeway) – San Diego                                                                    | Terminus sud; pas d'accès à l'I-5 nord; Sortie 94A de l'I-5; San Diego Freeway continue sur l'I-5 sud                                                                                 |
| Orange                                                                    | Irvine                                                       | 0,72  | 1,16   | 1A                 | Lake Forest Drive                                                                                          | Pas de sortie direction nord |
| Orange                                                                    | Irvine                                                       | 0,72  | 1,16   | 1B                 | Bake Parkway                                                                                               | Pas de sortie direction nord |
| Orange                                                                    | Irvine                                                       | 0,72  | 1,16   | 1C                 | Irvine Center Drive                                                                                        | Indiqué sortie 1 direction nord |
| Orange                                                                    | Irvine                                                       |       |        | ♦                  | I-5 sud | Accès réservé aux HOV; sortie direction sud, entrée direction nord |
| Orange                                                                    | Irvine                                                       | 1,57  | 2,53   | 2                  | SR 133 (en) (Laguna Freeway) – Laguna Beach                                                                | Pas de sortie en direction nord vers SR 133 nord; sortie 8 de SR 133 |
| Orange                                                                    | Irvine                                                       | 2,65  | 4,26   | 3                  | Shady Canyon Drive / Sand Canyon Avenue                                                                    | |
| Orange                                                                    | Irvine                                                       | 3,72  | 5,99   | 4                  | Jeffrey Road / University Drive                                                                            | |
| Orange                                                                    | Irvine                                                       | 5,39  | 8,67   | 5                  | Culver Drive                                                                                               | |
| Orange                                                                    | Irvine                                                       | 6,69  | 10,77  | 7                  | Jamboree Road                                                                                              | |
| Orange                                                                    | Irvine                                                       | 7,57  | 12,18  | 8                  | MacArthur Boulevard (Laguna Freeway) – Aéroport John-Wayne                                                 | |
| Orange                                                                    | Costa Mesa                                                   | 8,51  | 13,70  | 9A                 | SR 55 (en) (Laguna Freeway) – Laguna Beach                                                                 | |
| Orange                                                                    | Costa Mesa                                                   |       |        | ♦                  | SR 55 (en) nord                                                                                            | Accès réservé aux HOV |
| Orange                                                                    | Costa Mesa                                                   | 9,28  | 14,93  | 9B                 | Anton Boulevard / Avenue of the Arts / Bristol Street                                                      | Indication direction nord |
| Orange                                                                    | Costa Mesa                                                   | 9,28  | 14,93  | 9B                 | Bristol Street                                                                                             | Indication direction sud |
| Orange                                                                    | Costa Mesa                                                   | 10,05 | 16,17  | 10                 | SR 73 (en) sud (Corona del Mar Freeway) vers SR 55 (en) sud (Laguna Freeway) – San Diego via route à péage | Sortie direction sud, entrée direction nord |
| Orange                                                                    | Costa Mesa                                                   | 10,05 | 16,17  | 11                 | South Coast Drive                                                                                          | Sortie direction nord seulement |
| Orange                                                                    | Costa Mesa                                                   | 10,59 | 17,04  | 11A                | Fairview Road                                                                                              | Fait partie de la sortie 11 direction nord |
| Orange                                                                    | Costa Mesa                                                   | 10,59 | 17,04  | 11B                | HArbor Boulevard / Susan Street – Costa Mesa                                                               | Fait partie de la sortie 11 direction nord |
| Orange                                                                    | Fountain Valley                                              | 12,24 | 19,70  | 12                 | Euclid Street / Newhope Street / Ellis Avenue                                                              | |
| Orange                                                                    | Fountain Valley                                              | 13,55 | 21,81  | 14                 | Brookhurst Street – Fountain Valley                                                                        | |
| Orange                                                                    | Fountain Valley                                              | 14,59 | 23,48  | 15A                | Warner Avenue ouest                                                                                        | Indication direction nord |
| Orange                                                                    | Fountain Valley                                              | 14,59 | 23,48  | 15A                | Warner Avenue est                                                                                          | Indication direction sud |
| Orange                                                                    | Tripoint de Fountain Valley – Huntington Beach – Westminster | 14,98 | 24,11  | 15B                | Magnolia Street                                                                                            | Indication direction nord |
| Orange                                                                    | Tripoint de Fountain Valley – Huntington Beach – Westminster | 14,98 | 24,11  | 15B                | Magnolia Street / Warner Avenue ouest                                                                      | Indication direction sud |
| Orange                                                                    | Limite Huntington Beach – Westminster                        | 16,31 | 26,25  | 16                 | SR 39 (en) (Beach Boulevard) – Westminster, Huntington Beach                                               | |
| Orange                                                                    | Westminster                                                  | 17,52 | 28,20  | 18                 | Bolsa Avenue / Goldenwest Street                                                                           | |
| Orange                                                                    | Westminster                                                  | 18,93 | 30,46  | 19                 | Westminster Boulevard / Springdale Street                                                                  | |
| Orange                                                                    | Westminster                                                  | 20,33 | 32,72  | 20                 | Bolsa Chica Road                                                                                           | Sortie et entrée direction sud seulement |
| Orange                                                                    | Limite Westminster – Garden Grove                            | 20,52 | 33,02  | 21                 | SR 22 (en) est (Garden Grove Freeway) / Valley View Street – Garden Grove                                  | Terminus sud du multiplex avec SR 22 |
| Orange                                                                    | Limite Westminster – Garden Grove                            |       |        | ♦                  | SR 22 (en) est                                                                                             | Accès réservé aux HOV |
| Orange                                                                    | Seal Beach                                                   | 22,41 | 36,07  | 22                 | Seal Beach Boulevard / Los Alamitos Boulevard                                                              | Ancienne SR 35 |
| Orange                                                                    | Seal Beach                                                   | 23,05 | 37,10  | 23                 | SR 22 (en) ouest – Long Beach                                                                              | Terminus nord du multiplex avec SR 22; sortie direction nord, entrée direction sud; sortie 1A de I-605                                                                                |
| Orange                                                                    | Seal Beach                                                   | 23,05 | 37,10  | ♦                  | I-605 nord                                                                                                 | Accès réservé aux HOV; sortie direction nord, entrée direction sud |
| Orange                                                                    | Seal Beach                                                   | 23,05 | 37,10  | 23                 | SR 22 (en) ouest (7th Street) – Long Beach                                                                 | Sortie direction sud, entrée direction nord; sortie 2 de SR 22; sortie 1A de I-605 sud                                                                                                |
| Limite Orange – Los Angeles                                               | Tripoint Seal Beach – Long Beach – Los Alamitos              | 23,81 | 38,32  | 24A                | I-605 nord (San Gabriel River Freeway)                                                                     | Indiqué sortie 24 direction nord; sortie 1A de l'I-605 nord; sortie 1B-C de l'I-605 sud; sortie 2 de SR 22                                                                            |
| Limite Orange – Los Angeles                                               | Limite Seal Beach – Long Beach                               | 23,95 | 38,54  | Fleuve San Gabriel | Fleuve San Gabriel                                                                                         | Fleuve San Gabriel |
| Los Angeles                                                               | Long Beach                                                   | 24,40 | 39,27  | 24B                | Studebaker Road                                                                                            | Sortie direction sud, entrée direction nord |
| Los Angeles                                                               | Long Beach                                                   | 25,06 | 40,33  | 25                 | Palo Verde Avenue                                                                                          | |
| Los Angeles                                                               | Long Beach                                                   | 25,59 | 41,18  | 26A                | Woodruff Avenue                                                                                            | Pas de sortie direction sud |
| Los Angeles                                                               | Long Beach                                                   | 26,13 | 42,05  | 26B                | Bellflower Boulevard                                                                                       | Indiqué sortie 26 direction sud |
| Los Angeles                                                               | Long Beach                                                   | 27,27 | 43,89  | 27                 | SR 19 (en) (Lakewood Boulevard) – Aéroport de Long Beach                                                   | |
| Los Angeles                                                               | Long Beach                                                   | 28,83 | 46,40  | 29                 | Spring Street / Cherry Avenue – Signal Hill                                                                | |
| Los Angeles                                                               | Signal Hill                                                  | 29,37 | 47,27  | 29C                | Orange Avenue                                                                                              | |
| Los Angeles                                                               | Limite Signal Hill – Long Beach                              | 29,85 | 48,04  | 30A                | Atlantic Avenue                                                                                            | |
| Los Angeles                                                               | Long Beach                                                   | 30,11 | 48,46  | 30B                | Long Beach Boulevard                                                                                       | Ancienne SR 15 |
| Los Angeles                                                               | Long Beach                                                   | 31,37 | 50,49  | 32A                | Pacific Avenue                                                                                             | Sortie direction sud, entrée direction nord |
| Los Angeles                                                               | Long Beach                                                   | 31,83 | 51,23  | 32                 | I-710 nord (Long Beach Freeway) – Long Beach, Pasadena                                                     | Indiqué sortie 32A (nord) et 32B (sud) en direction nord; sortie 32B (sud) et 32C (nord) en direction sud; sortie 4 de l'I-710                                                        |
| Los Angeles                                                               | Long Beach                                                   | 31,87 | 51,29  | 32C                | Hughes Way / Santa Fe Avenue                                                                               | Indiqué sortie 32D direction sud; Hughes Way non indiqué direction sud |
| Los Angeles                                                               | Carson                                                       | 32,55 | 52,38  | 33A                | Alameda Street                                                                                             | |
| Los Angeles                                                               | Carson                                                       | 33,33 | 53,64  | 33B                | Wilmington Avenue                                                                                          | |
| Los Angeles                                                               | Carson                                                       | 34,31 | 55,22  | 34                 | Carson Street                                                                                              | |
| Los Angeles                                                               | Carson                                                       | 35,00 | 56,33  | 35                 | Avalon Boulevard – Carson                                                                                  | Sortie vers Avalon Boulevard sud en direction nord via sortie 34 |
| Los Angeles                                                               | Carson                                                       | 36,37 | 58,53  | 36                 | Main Street                                                                                                | Sortie direction nord, entrée direction sud |
| Los Angeles                                                               | Carson                                                       | 36,74 | 59,13  | 37A                | I-110 nord (Harbor Freeway) – San Pedro, Los Angeles                                                       | Indiqué sortie 37 direction nord; sortie 9 de l'I-110 |
| Los Angeles                                                               | Los Angeles                                                  | 37,01 | 59,56  | 37B                | Vermont Avenue                                                                                             | Sortie direction sud, entrée direction nord |
| Los Angeles                                                               | Los Angeles                                                  | 37,60 | 60,51  | 38A                | Normandie Avenue – Gardena                                                                                 | |
| Los Angeles                                                               | Limite Los Angeles – Torrance                                | 38,19 | 61,46  | 38B                | Western Avenue                                                                                             | |
| Los Angeles                                                               | Torrance                                                     | 39,22 | 63,12  | 39                 | Crenshaw Boulevard – Torrance                                                                              | |
| Los Angeles                                                               | Torrance                                                     | 40,35 | 64,94  | 40                 | Artesia Boulevard vers SR 91 (en)                                                                          | Indiqué sortie 40A direction sud |
| Los Angeles                                                               | Lawndale                                                     | 40,65 | 65,42  | 40B                | Redondo Beach Boulevard – Redondo Beach                                                                    | Sortie direction sud, entrée direction nord |
| Los Angeles                                                               | Lawndale                                                     | 41,36 | 66,56  | 42A                | SR 107 (en) (Hawthorne Boulevard) – Lawndale                                                               | |
| Los Angeles                                                               | Limite Lawndale – Redondo Beach                              | 42,01 | 67,61  | 42B                | Inglewood Avenue                                                                                           | |
| Los Angeles                                                               | Hawthorne                                                    | 42,98 | 69,17  | 43                 | Rosecrans Avenue – Manhattan Beach                                                                         | Indiqué sortie 43A (est) et 43B (ouest) en direction sud |
| Los Angeles                                                               | Hawthorne                                                    | 43,99 | 70,80  | 44                 | El Segundo Boulevard – El Segundo                                                                          | |
| Los Angeles                                                               | Lennox                                                       | 44,95 | 72,34  | 45A                | I-105 (Century Freeway) – El Segundo, Norwalk                                                              | Indiqué sortie 45 direction sud; dessert l'Aéroport de Los Angeles; sortie 2 de l'I-105 est et sortie 2B de l'I-105 ouest                                                             |
| Los Angeles                                                               | Lennox                                                       | 44,95 | 72,34  | 45B                | Imperial Highway                                                                                           | Sortie direction sud fait partie de la sortie 46 |
| Los Angeles                                                               | Inglewood                                                    | 46,00 | 74,03  | 46                 | (Century Boulevard) – Aéroport de Los Angeles                                                              | |
| Los Angeles                                                               | Inglewood                                                    | 47,13 | 75,85  | 47                 | Manchester Boulevard / La Cienega Boulevard / Florence Avenue                                              | Manchester Boulevard était anciennement SR 42 |
| Los Angeles                                                               | Los Angeles                                                  | 48,05 | 77,33  | 48                 | La Tijera Boulevard                                                                                        | |
| Los Angeles                                                               | Los Angeles                                                  | 48,33 | 77,78  | 49A                | Howard Hughes Parkway / Sepulveda Boulevard                                                                | Indiqué sortie 49 direction sud |
| Los Angeles                                                               | Culver City                                                  | 49,23 | 79,23  | 49B                | Sepulveda Boulevard / Slauson Avenue (SR 90 est)                                                           | Sortie direction nord seulement; sortie 2 de SR 90 |
| Los Angeles                                                               | Limite Los Angeles – Culver City                             | 49,70 | 79,98  | 50A                | Jefferson Boulevard                                                                                        | Indiqué sortie 50B direction nord |
| Los Angeles                                                               | Limite Los Angeles – Culver City                             | 49,70 | 79,98  | 50B                | SR 90 (en) (Marina Freeway) / Slauson Avenue – Marina del Rey                                              | Indiqué sortie 50A direction nord, pas d'accès depuis l'I-405 nord vers SR 90 est; sortie 2 de SR 90                                                                                  |
| Los Angeles                                                               | Culver City                                                  | 50,97 | 82,03  | 51                 | Culver Boulevard / Washington Boulevard – Culver City                                                      | |
| Los Angeles                                                               | Culver City                                                  | 51,22 | 82,43  | 52                 | Venice Boulevard (SR 187) / Washington Boulevard                                                           | |
| Los Angeles                                                               | Los Angeles                                                  | 52,94 | 85,20  | 53A                | National Boulevard                                                                                         | Sortie direction nord, entrée direction sud |
| Los Angeles                                                               | Los Angeles                                                  | 53,31 | 85,79  | 53B                | I-10 (Santa Monica Freeway) – Santa Monica, Los Angeles                                                    | Indiqué sortie 53 direction sud; sortie 3A-B de l'I-10 |
| Los Angeles                                                               | Los Angeles                                                  | 53,96 | 86,84  | 54                 | Olympic Boulevard / Pico Boulevard                                                                         | Sortie direction sud, entrée direction nord; ancienne SR 26 |
| Los Angeles                                                               | Los Angeles                                                  | 54,63 | 87,92  | 55A                | SR 2 (en) (Santa Monica Boulevard)                                                                         | Ancienne US 66 |
| Los Angeles                                                               |                                                              | 55,31 | 89,01  | 55B                | Wilshire Boulevard                                                                                         | Indiqué sortie 55B (est) et 55C (ouest) en direction sud |
| Los Angeles                                                               | Los Angeles                                                  | 56,27 | 90,56  | 56                 | Montana Avenue                                                                                             | Sortie direction nord seulement; démolie |
| Los Angeles                                                               | Los Angeles                                                  | 56,77 | 91,36  | 57A                | Sunset Boulevard                                                                                           | Indiqué sortie 57 direction sud |
| Los Angeles                                                               | Los Angeles                                                  | 57,06 | 91,83  | 57B                | Moraga Drive                                                                                               | Sortie direction nord, entrée direction sud |
| Los Angeles                                                               | Los Angeles                                                  | 58,54 | 94,21  | 59                 | Getty Center Drive                                                                                         | |
| Los Angeles                                                               | Los Angeles                                                  | 60,80 | 97,85  | 61                 | Mulholland Drive / Skirball Center Drive                                                                   | |
| Los Angeles                                                               | Los Angeles                                                  | 62,78 | 101,03 | 63A                | Ventura Boulevard / Sepulveda Boulevard / Valley Vista Boulevard                                           | |
| Los Angeles                                                               | Los Angeles                                                  | 63,20 | 101,71 | 63B                | US 101 (Ventura Freeway) – Ventura, Los Angeles                                                            | Sortie 19A de US 101 |
| Los Angeles                                                               | Los Angeles                                                  | 64,06 | 103,90 | 64                 | Burbank Boulevard                                                                                          | |
| Los Angeles                                                               | Los Angeles                                                  | 65,13 | 104,82 | 65                 | Victory Boulevard – Van Nuys                                                                               | |
| Los Angeles                                                               | Los Angeles                                                  | 66,14 | 106,44 | 66                 | Sherman Way – Aéroport de Van Nuys                                                                         | Indiqué sortie 66A (est) et 66B (ouest) en direction nord |
| Los Angeles                                                               | Los Angeles                                                  | 67,53 | 108,68 | 68                 | Roscoe Boulevard – Panorama City                                                                           | |
| Los Angeles                                                               | Los Angeles                                                  | 68,51 | 110,26 | 69                 | Nordhoff Street                                                                                            | |
| Los Angeles                                                               | Los Angeles                                                  | 70,03 | 112,70 | 70                 | Devonshire Street – Granada Hills                                                                          | |
| Los Angeles                                                               | Los Angeles                                                  | 70,62 | 113,65 | 71A                | SR 118 (en) (Ronald Reagan Freeway) – Simi Valley                                                          | Indiqué sortie 71 direction sud; pas de sortie vers SR 118 est en direction sud; pas d'entrée depuis SR 118 ouest en direction nord; sortie 42A de SR 118 est et 42 B de SR 118 ouest |
| Los Angeles                                                               | Los Angeles                                                  | 71,01 | 114,28 | 71B                | San Fernando Mission Boulevard                                                                             | Sortie direction nord, entrée direction sud |
| Los Angeles                                                               | Los Angeles                                                  | 71,53 | 115,12 | 72                 | Rinaldi Street – Mission Hills                                                                             | |
| Los Angeles                                                               | Los Angeles                                                  | 72,42 | 116,55 |                    | I-5 (Golden State Freeway) – Sacramento                                                                    | Terminus nord; pas d'accès à I-5 sud; sortie 158 de l'I-5 |
| - Terminus de multiplex - Accès incomplet - Accès réservé aux HOV - Fermé |                                                              |       |        |                    | | |

## Tourisme
La 405 passe à côté de divers lieux d'intérêt. Pour les transports, il s'agit, du sud au nord, de l'aéroport John-Wayne situé dans le comté d'Orange, de l'aéroport de Long Beach et de celui de Los Angeles dans le comté du même nom. Elle permet également de rejoindre rapidement les ports de Long Beach et Los Angeles.

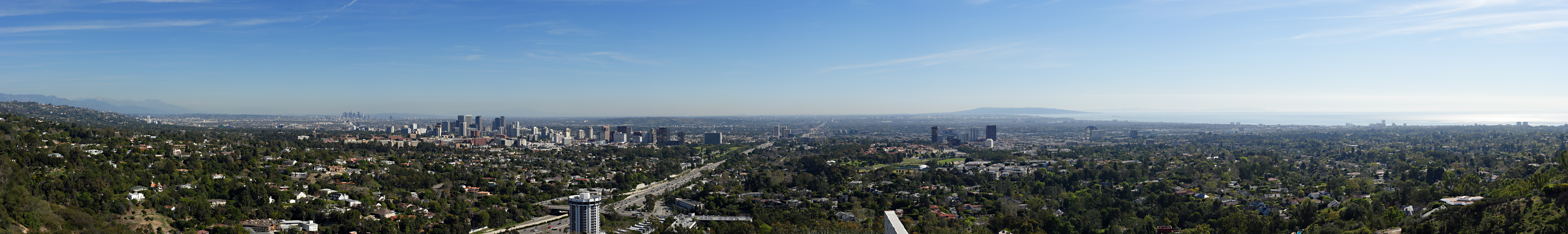
Vue depuis le Getty Center, où la 405 passe par les montagnes puis descend vers la partie ouest de Los Angeles.

De plus, la 405 passe par de nombreuses destinations touristiques et commerciales, dont plus de dix plages contrôlées par l'État, plusieurs autres possédées par les comtés et les municipalités, ainsi que les villes de Century City et Marina Del Rey. Elle passe aussi près du Getty Center et du Skirball Cultural Center.

## Dans la culture populaire
L'autoroute 405 a inspiré plusieurs œuvres au cinéma comme dans le domaine musical.

### Cinéma
Un court-métrage intitulé 405 a pour décor cette route.

### Musique
Une chanson du groupe Europe porte le nom California 405.
Une chanson du groupe Death Cab For Cutie porte le nom 405.
Une chanson de la chanteuse américaine Gracie Abrams issue de la version deluxe de son premier album Good Riddance porte le nom 405.
Une chanson de l'album Mad! du groupe américain Sparks a pour titre I-405 Rules.